# منظمة عموم أمريكا للرياضة
(Panam Sports ؛ (بالإسبانية: Organización Deportiva Panamericana)‏) هي منظمة دولية تمثل 41 لجنة أولمبية وطنية في أمريكا الشمالية وأمريكا الجنوبية وأمريكا الوسطى ومنطقة البحر الكاريبي.
وهي منتسبة إلى اللجنة الأولمبية الدولية والهيئات التابعة لها، بما في ذلك ANOC ، واتحاد اللجان الأولمبية الوطنية، وتعمل كرابطة قارية للأمريكتين.
الحدث الرئيسي للمنظمة هو دورة الألعاب الأمريكية الرباعية السنوات، التي عقدت منذ عام 1951. تم افتتاح ألعاب Parapan الأمريكية في عام 1999 للرياضيين المعاقين ويتم عقدها جنبًا إلى جنب مع ألعاب عموم أمريكا القوية. عقدت دورة الألعاب الأمريكية الشتوية للرياضات الشتوية مرة واحدة فقط في عام 1990. تم افتتاح مهرجان عموم أمريكا للرياضة في عام 2014 كحدث تنموي للرياضيين في المنطقة.

## المنظمات التابعة
- ODESUR - منظمو ألعاب أمريكا الجنوبية
- ODECABE - منظمو ألعاب أمريكا الوسطى والكاريبي
- ORDECA - منظمو ألعاب أمريكا الوسطى
- ODEBO - منظمو الألعاب البوليفارية

## العلم
تمامًا مثل اللجنة الأولمبية الدولية، فإن Panam Sports لها علمها الخاص. في عام 2017، خضعت Panam Sports لتغيير العلامة التجارية بالكامل للمنظمة، بما في ذلك تغييرات على الاسم التجاري (الآن Panam Sports) والعلامة التجارية والعلم. يؤكد التصميم العصري على وحدة الدول الأعضاء الـ 41 في Panam Sports ، ويعرض القارة بأكملها ضمن ختم يبرز الاسم التجاري الجديد "Panam Sports" في الأعلى و «المنظمة» في الأسفل. تقع الحلقات الأولمبية تحت الختم، مما يرمز إلى العلاقة الوثيقة للمنظمة القارية مع اللجنة الأولمبية الدولية والألعاب الأولمبية. يتمركز الختم والحلقات المصاحبة له على خلفية بيضاء من العلم.
احتوى العلم الأصلي لـ PASO-ODEPA على أربع كلمات هي «أمريكا» و «إسبريتو» و «الرياضة» و «الأخوة»، وكل منها على التوالي بإحدى اللغات الرسمية الأربع للمنظمة، وهي الإسبانية والبرتغالية والإنجليزية والفرنسية. كما عرض العلم الأصلي شعلة مع الحلقات الأولمبية وخمس دوائر بألوان الألعاب الأولمبية الرسمية على خلفية بيضاء. وأخيرًا، تم كتابة الكلمات PASO و ODEPA للإشارة إلى المنظمة التي يمثلها العلم.

## الدول الأعضاء
في الجدول التالي، يتم أيضًا تحديد السنة التي تم فيها الاعتراف بشهادة عدم الممانعة من قبل اللجنة الأولمبية الدولية (IOC) إذا كانت مختلفة عن السنة التي تم فيها إنشاء شهادة عدم الممانعة.
عضو سابق: اللجنة الأولمبية الهولندية
هناك بعض المناطق ليست جزءًا من Panam Sports لأنها ليست دولًا مستقلة:
- تعد كوراساو وبونير وسابا وسينت أوستاتيوس وسانت مارتن جزءًا من هولندا الكاريبية منذ عام 2010. مع تفكك جزر الأنتيل الهولندية في وقت لاحق من ذلك العام، سُمح للرياضيين من هذه المناطق بالتنافس في ألعاب عموم أمريكا لعام 2011 مع الفئة الأقدم. حدث هذا أيضًا مع هؤلاء الرياضيين في دورة الألعاب الأولمبية الصيفية لعام 2012 ، لكنهم جزء من فريق الرياضيين الأولمبيين المستقلين. منذ عام 2013، تم استيعاب هذه الأراضي من قبل اللجنة الأولمبية الأروبية [1]
- جزر تركس وكايكوس ومونتسيرات وأنغيلا وسانت هيلانة وجزر فوكلاند هي أراض بريطانية بدون حكم ذاتي داخلي وبالتالي فشلت في إنشاء لجانها الأولمبية الوطنية، وبالتالي فهي ليست أعضاء في PanAm Sports.
- غوادلوب، Martinica ، سان بيار وميكلون، سانت مارتن، وغيانا الفرنسية لم تكن أعضاء بنما الرياضة كما هي الإدارات في الخارج من فرنسا. ومع ذلك، شاركت غيانا الفرنسية في ألعاب عموم أمريكا لعام 1951.[2] كما تنافس جوادلوب ومارتينيك في ألعاب 2003 كضيفين في أحداث الرماية.[3]
- غرينلاند هي دولة مستقلة داخل الدنمارك ومرتبطة سياسياً بأوروبا، وبالتالي فهي الدولة الوحيدة في أمريكا الشمالية غير المنخرطة في رياضة بانام.

## رؤساء بانام الرياضية
| S. No. | اسم                                 | بلد                          | فترة        |
| ------ | ----------------------------------- | ---------------------------- | ----------- |
| 1.     | السيد أفيري بروندج                  | وصلة=\|حدود الولايات المتحدة | 1940-1951   |
| 2.     | السيد خوسيه دي خيسوس كلارك فلوريس   | وصلة=\|حدود المكسيك          | 1951-1955   |
| 3.     | السيد دوغ روبي                      | وصلة=\|حدود الولايات المتحدة | 1955-1959   |
| 4.     | السيد خوسيه دي خيسوس كلارك فلوريس   | وصلة=\|حدود المكسيك          | 1959-1971   |
| 5.     | السيد سيلفيو دي ماجالهايس باديلها 1 | وصلة=\|حدود البرازيل         | 1971-1971   |
| 6.     | السيد خوسيه بيراكاسا                | وصلة=\|حدود فنزويلا          | 1971-1975   |
| 7.     | السيد ماريو فاسكيز رانيا            | وصلة=\|حدود المكسيك          | 1975-2015   |
| 8.     | السيد إيفار سيسنيغا                 | وصلة=\|حدود المكسيك          | 2015-2015   |
| 9.     | السيد خوليو سيزار ماغليون           | وصلة=\|حدود أوروغواي         | 2015-2017   |
| 10.    | السيد نيفين إيليك ألفاريز           | وصلة=\|حدود تشيلي            | 2017 – الآن |

^1 Served as acting president for two months until new election.

## لجنة بانام للرياضيين الرياضيين
في عام 2011، تم تشكيل لجنة رياضية رياضية جديدة من بانام. وقد تم اختيار لاعبة الجمباز الإيقاعي الكندية السابقة والميدالية الذهبية في دورة الألعاب الأمريكية ألكسندرا أورلاندو ثلاث مرات رئيسًا للجنة. ستتألف اللجنة من سبعة رياضيين (خمسة حاليين واثنان سابقان) مع حجز اثنين للرياضات غير الأولمبية. 
| عضو               | بلد                          | منذ  | المشاركة في الألعاب الأمريكية |
| ----------------- | ---------------------------- | ---- | ----------------------------- |
| الكسندرا أورلاندو | وصلة=\|حدود كندا             | 2011 | 2003-2007                     |
| Mijaín López      | وصلة=\|حدود كوبا             | 2011 | 2003-2015                     |
| سمير لين          | وصلة=\|حدود هايتي            | 2011 | 2003-2011                     |
| أندريا استرادا    | وصلة=\|حدود غواتيمالا        | 2011 | 2011                          |
| غييرمو بيريز      | وصلة=\|حدود المكسيك          | 2011 | 2011                          |
| بيدرو كوزيل       | وصلة=\|حدود كولومبيا         | 2011 | 2011                          |
| شانون نيشي        | وصلة=\|حدود الولايات المتحدة | 2011 | 2011                          |

## استبعاد الرياضات الأصلية
على الرغم من الانتقادات بأن Ulama أو Mesoamerican Ballgame وLacrosse   غير مدرجة في برنامج ألعاب عموم أمريكا، فإن عدد البلدان التي تمارس الرياضة أصغر من أن تضاف الرياضة إلى البرنامج. اعتبارًا من عام 2018، هناك 15 اتحادًا وطنيًا في الأمريكتين منتسبة إلى World Lacrosse مع الحد الأدنى من اعتراف Panam Sports وهو 14 (برمودا، كندا، الولايات المتحدة، Iroquois ، الأرجنتين، كولومبيا، كوستاريكا، غواتيمالا، جامايكا، المكسيك، بيرو وبورتوريكو وشيلي وإكوادور وهايتي). ومع ذلك، فإن الأمة الايروكوازية غير معترف بها من قبل Panam Sports أو IOC. وبالتالي، هناك في الوقت الحالي 14 دولة عضو إقليمية في World Lacrosse ، وهو ما يكفي لإدراج الرياضة في ألعاب Pan Am في وقت مبكر من عام 2023. لاكروس معترف بها من قبل الاتحاد العالمي للاتحادات الرياضية الدولية واللجنة الأولمبية الدولية. ومع ذلك، ليس هذا هو الحال مع العلماء، مما يمنع مشاركته في ألعاب عموم أمريكا. من المحتمل أن يتم تضمين اللاكروس في برنامج الألعاب في المستقبل.

## الموقع الرسمي
الموقع الرسمي الإلكتروني لهذه المنظمة
https://www.panamsports.org/

## اللجنة التنفيذية للمنظمة
لجنة بانام الرياضية التنفيذية مسؤولة عن اتخاذ القرارات الرئيسية للمنظمة التي ستمكن الرئيس والأمين العام والفريق من تنفيذ الرؤية الشاملة.

## التأسيس
تأسست منظمة عموم أمريكا للرياضة في 8 آب/أغسطس 1948، ومعترف بها من قبل اللجنة الأولمبية الدولية باعتبارها الرابطة القارية للجان الأولمبية الوطنية للأمريكتين.
تم تشكيلها وتكاملها وتسجيلها من الناحية القانونية كجمعية مدنية غير ربحية.
أعضاء التصويت في منظمة الرياضة للبلدان الأمريكية هم اللجان الأولمبية الوطنية للأمريكتين المعترف بها من قبل اللجنة الأولمبية الدولية.
أهدافها الرئيسية هي الاحتفال بألعاب عموم أمريكا وإدارتها وتعزيز الرياضة وتطويرها وحمايتها، وكذلك الحركة الأولمبية، في الأمريكتين من خلال اللجان الأولمبية الوطنية الأعضاء.

## رؤية المنظمة ومهمتها
تدعم بانام سبورتس تطوير الرياضة وتدعم عمل دولنا الأعضاء الـ 41 لإلهام الجيل القادم من الرياضيين في القارة.
تعمل بشكل وثيق مع جميع أعضاء المجتمع الرياضي بما في ذلك:
- اللجان الأولمبية الوطنية (NOCs)،
- الاتحادات الرياضية الدولية (IFs)،
- اتحادات الرياضة الأمريكية.
- الرياضيون واللجان المنظمة لجميع الألعاب الإقليمية،
ضمان نجاح واحتفال حدثنا الرئيسي، ألعاب عموم أمريكا.

## اللجان
تجمع لجان بانام الرياضية أعضاءًا من شركات النفط الوطنية (NOC) وخبراء متخصصين في الموضوعات المتخصصة لتطوير أفضل الممارسات، وتقديم المشورة للجنة التنفيذية وتقديم رؤية قيّمة حول جميع مجالات المنظمة.

## المؤتمرات الرياضية
تعمل Panam Sports بالتنسيق مع اتحاد اتحادات الرياضة الأمريكية (ACODEPA) لضمان نجاح تسليم ألعاب عموم أمريكا وجميع المسابقات الرياضية الإقليمية.

## روابط خارجية
- موقع بانام الرياضي الرسمي